# Kibayayu
Kibayayu är ett vattendrag i Burundi.   Det ligger i provinsen Makamba, i den södra delen av landet, 120 kilometer söder om huvudstaden Bujumbura.
Omgivningarna runt Kibayayu är en mosaik av jordbruksmark och naturlig växtlighet. Runt Kibayayu är det ganska tätbefolkat, med 80 invånare per kvadratkilometer.